# Pablo (football, mars 1992)
Pour les articles homonymes, voir Pablo Santos et Pablo.
Pablo Renan dos Santos, plus communément appelé Pablo Santos ou Pablo, est un footballeur brésilien né le 18 mars 1992 à Tomé-Açu. Il évolue au poste de défenseur central au Al-Raed.

## Biographie
Formé dans le club du Paysandu SC, il débute sur les terrains professionnels avec ce dernier. Avec le Paysandu SC, il remporte à trois reprises le championnat du Pará,.
Il arrive au Portugal en 2017 dans le club du CS Marítimo, en première division portugaise,.
En 2018, il est transféré au Sporting Braga,.

## Palmarès
Avec le Paysandu SC :
- Championnat du Pará en 2013, 2016 et 2017